# Erie-tó

A Nagy-tavak, kiemelve az Erie-tó

Az Erie-tó a világ tizedik legnagyobb felületű tava, amely az Amerikai Egyesült Államok és Kanada határán helyezkedik el. A Nagy-tavak öt tagja közt a legdélebbi fekvésű, a negyedik legnagyobb felületű, ugyanakkor a legsekélyebb, a legkisebb víztömegű és a legmelegebb.
A tó mintegy 174 méter magasan terül el az északi szélesség 42,2° és a nyugati hosszúság 81,2°-án. Felülete 25 745 km², hossza 388 kilométer, legnagyobb szélessége 92 kilométer. Átlagos mélysége 19, legnagyobb mélysége 64 méter, partvonalának hossza 1370 kilométer, víztérfogata 480 km³. (Összehasonlításképp, a Felső-tó átlagos mélysége 147 méter, partvonala 4385 kilométer, vizének térfogata 12 100 km³.)
Északon vize a kanadai Ontario tartomány partját mossa, a többi oldalán az USA tagállamai terülnek el: nyugaton Michigan, délen Ohio, Pennsylvania és New York.
A legfontosabb beleömlő folyó a Detroit, vizének legnagyobb levezetője a Niagara.
Nevét az erie indián törzsről kapta, amely déli partján élt.
Medre régebben jóval nagyobb volt, szárazra került részein termékeny mezőgazdasági vidékeket hoztak létre.

## Szigetei
- Ballast Island
- Big Chicken Island
- Chick Island
- East Sister Island
- Gibraltar Island
- Green Island
- Gull Island
- Hen Island
- Johnson's Island
- Kelleys Island
- Lost Ballast Island
- Middle Island
- Middle Bass Island
- Middle Sister Island
- Mohawk Island
- Mouse Island
- North Bass Island
- North Harbour Island
- Pelee Island
- Rattlesnake Island
- South Bass Island
- Starve Island
- Sugar Island
- Turtle Island
- West Sister Island